# Henricksonia
Henricksonia là một chi thực vật có hoa trong họ Cúc (Asteraceae).

## Loài
Chi Henricksonia gồm các loài: